# Promenade Jean-Vigo
La promenade Jean-Vigo est une voie située dans le quartier de la Villette du 19e arrondissement de Paris, en France.

## Situation et accès
Cette promenade plantée est située en bordure du bassin de la Villette.

## Origine du nom
Elle porte le nom du cinéaste français, Jean Vigo (1905-1934).  

## Historique
Cette voie prend en 2005 sa dénomination actuelle et est inaugurée le 22 juin 2006.

## Bâtiments remarquables et lieux de mémoire
- Le bassin de la Villette.
- La promenade aboutit au MK2 Quai de Loire.